# Famille Camusat
Pour les articles homonymes, voir Camusat.
La famille Camusat est une famille française originaire de Troyes, en Champagne. Plusieurs de ses membres se sont illustrés dans les lettres et la politique entre le XVIIe siècle et le XIXe siècle.

## Histoire
Les Camusat ont occupé un rang élevé dans la bourgeoisie de Troyes dès le XVIe siècle. Ainsi, en 1588, un certain Jacques Camusat a prêté une importante somme d'argent au roi Henri III.
Entre 1696 et 1711, plusieurs membres de cette famille, dont le nom s'écrivait alors « Camuzat », ont fait enregistrer à l'Armorial général un même blason, dont le blasonnement est : d'azur à un chevron d'or accompagné de trois têtes de bélier d'argent.
Au début du XVIIIe siècle, une partie de la famille est entrée dans la noblesse de robe avec François Camusat (1753-1826), un négociant troyen ayant acquis deux seigneuries, celle de Riancey (nommée Petit-Villacerf jusqu'en 1688) et celle de Barberey-aux-Moines, lieux-dits de l'actuelle commune de Saint-Lyé, au nord-ouest de Troyes. Il fut en effet pourvu de l'office anoblissant de conseiller secrétaire du roi au grand collège par lettres du 21 ou 23 mars 1709. Au siècle suivant, certains de ses descendants ont arboré le titre de « comte de Riancey ».
L'historien Henri de La Perrière distingue trois lignées principales, celle des Camusat de Riancey et de Rilly, celle des Camusat de Villers, de Belombre et Vaugourdon, et celle des Camusat des Carrets et de Busserolles.

## Membres notables
- Nicolas Camusat (1575-1655), chanoine du chapitre de Troyes, historien.

- François-Denis Camusat (1700-1732), bibliothécaire et historien du journalisme.

- Nicolas-Jacques Camusat de Bellombre (1735-1809), négociant, député du Tiers état aux États généraux de 1789 puis maire de Troyes.

- Henri Léon Camusat de Riancey (1816-1870), avocat puis journaliste et homme politique légitimiste, député de la Sarthe à l'Assemblée nationale législative.
  - Adrien de Riancey (1843-1898), fils du précédent, journaliste, sous-préfet puis secrétaire du duc de Nemours.
- Charles de Riancey (1819-1861), oncle du précédent, journaliste catholique.